# Ski-Faszination
Ski-Faszination ist ein deutscher Sportfilm des Skirennfahrers und Filmemachers Willy Bogner junior aus den Jahren 1964 bis 1966 mit gespielten und dokumentarischen Szenen, aufgenommen in Ultrascope. Von Bogner stammen auch die Idee und das Drehbuch zu dem Streifen. Außerdem zeichnete er für die Produktion verantwortlich und war neben Klaus König und Luggi Foeger einer der Kameramänner. Gedreht wurde der Film hauptsächlich in den Bergen der Gemeinde St. Moritz im schweizerischen Kanton Graubünden. In der Bundesrepublik Deutschland kam der Film zum ersten Mal 1966 in die Kinos. Mitwirkende in dem Film sind fast alle Ski-Sportler, die zur damaligen Elite ihrer Zunft gehörten.

## Inhalt
Bogner gibt keine durchlaufende Handlung. Er reiht Rennaufnahmen, kurze Sketche und als Höhepunkte eine vom Hubschrauber aufgenommene Skiwanderung über die Gletscher des Mont Blanc sowie eine Art Skiballett aneinander. Die Bildwirkungen werden dabei durch die Anwendung weitreichender Teleobjektive und durch ausgefallene Kamera-Perspektiven erreicht. Bei dem Skiballett am Schluss kommt noch die Farbwirkung der einheitlich roten, gelben, blauen und grünen Skidresse hinzu, in die Bogner die Teilnehmer an diesen rhythmischen Bewegungsabläufen gesteckt hat.

## Produktionsnotizen
Am 12. April 1964 lösten die Skiläufer bei den Dreharbeiten im Engadiner Val Selin unterhalb der Trais Fluors eine Lawine aus, deren Luftdruck den Abgang einer zweiten Lawine vom gegenüberliegenden Hang verursachte. Mehrere Mitglieder der Gruppe wurden verschüttet. Bogners damalige Lebensgefährtin Barbara Henneberger sowie der Amerikaner Buddy Werner konnten nur noch tot geborgen werden. Da die Gruppe mehrfach vor der hohen Lawinengefahr gewarnt worden war, wurde Bogner zu einer zweimonatigen Bedingten Haftstrafe wegen fahrlässiger Tötung verurteilt. Bogner wollte nach dem Unglück die Arbeit an dem Projekt abbrechen. Erst als ihn die Verwandten der Verunglückten baten, den Film fertigzustellen, machte er weiter. Nach der Fertigstellung verfügte er, dass der Erlös aus den Vorführungen einer Stiftung zugutekommen solle, um damit den Skirennläufer-Nachwuchs zu unterstützen.

## Auszeichnung
Beim Sportfilm-Festival 1966 in Cortina d’Ampezzo wurde der Film wegen seiner Originalität mit dem 1. Preis ausgezeichnet.

## Kritik
Das Lexikon des Internationalen Films zog folgendes Fazit: „Der Film eines enthusiastischen Einzelgängers […], der, weder Spiel- noch Dokumentarfilm, eine Art ‚Filmsinfonie‘ des Skisports mit den sich durchdringenden Sätzen Skirennen, Skigaudi, Skiballett komponiert. Bogner gewann dabei dem Skisport mit virtuosen filmtechnischen Mitteln nie gesehene Perspektiven ab.“ Der Evangelische Filmbeobachter fasste seine Kritik so zusammen: „Ein […] Film des Münchner Rennläufers Willy Bogner jr. über Schönheit, Harmonie und Freude des Skifahrens. […] Ab 12 zu empfehlen.“